# Awati
Awati (ros. Авати) – wieś w Rosji, w obwodzie leningradzkim, w rejonie tosnieńskim, na tosnieńskim osiedlu miejskim. 